# Фадиљ Ферати
Фадиљ Ферати (алб. Fadil Ferati; Ђураковац, 10. мај 1960 — Ђураковац, 30. јануар 2010) био је албански политичар са Косова и Метохије. Бивши је председник општине Исток и потпредседник Демократског савеза Косова. Познат је као политичар који никада није изгубио на изборима.

## Биографија
Рођен је 10. маја 1960. године у Ђураковцу, где је завршио основну школу. Гимназију је завршио у оближњем Истоку, а 1985. дипломирао на Економском факултету Универзитета у Приштини.
Након дипломирања, радио је као рачуновођа у приватном предузећу у Исток од 1988. до 1990. године. Био је главни заговорник легализације политичког плурализма у бившој Југославији и оснивања Демократског савеза Косова.
Умро је 30. јануара 2010. године у свом родном месту, док је и даље био председник општине Исток.